# روابط ایران و روم

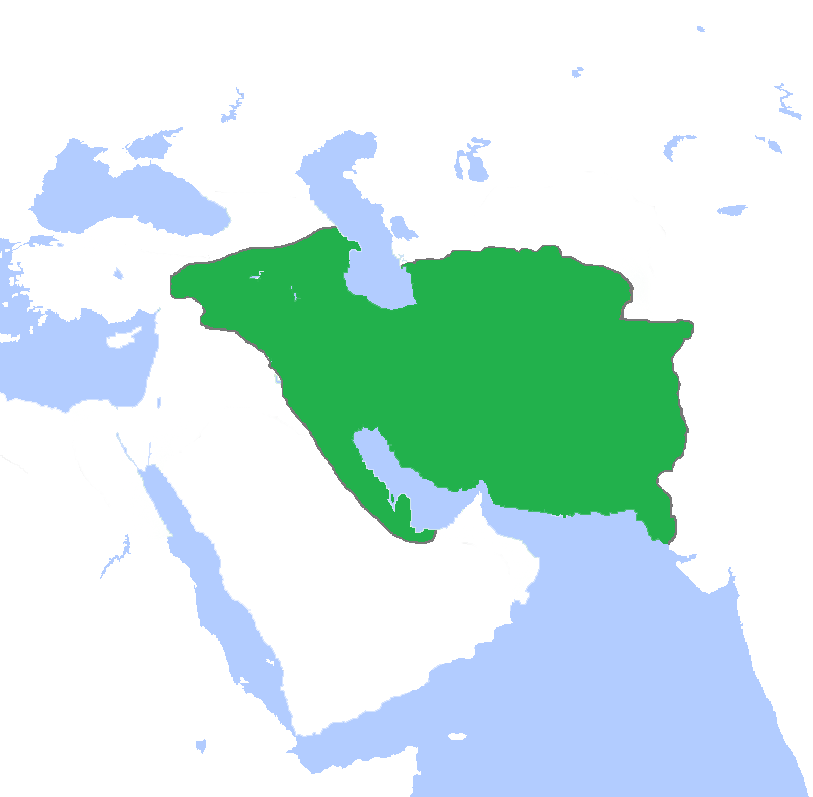
شاهنشاهی اشکانی در بزرگترین گستره خود

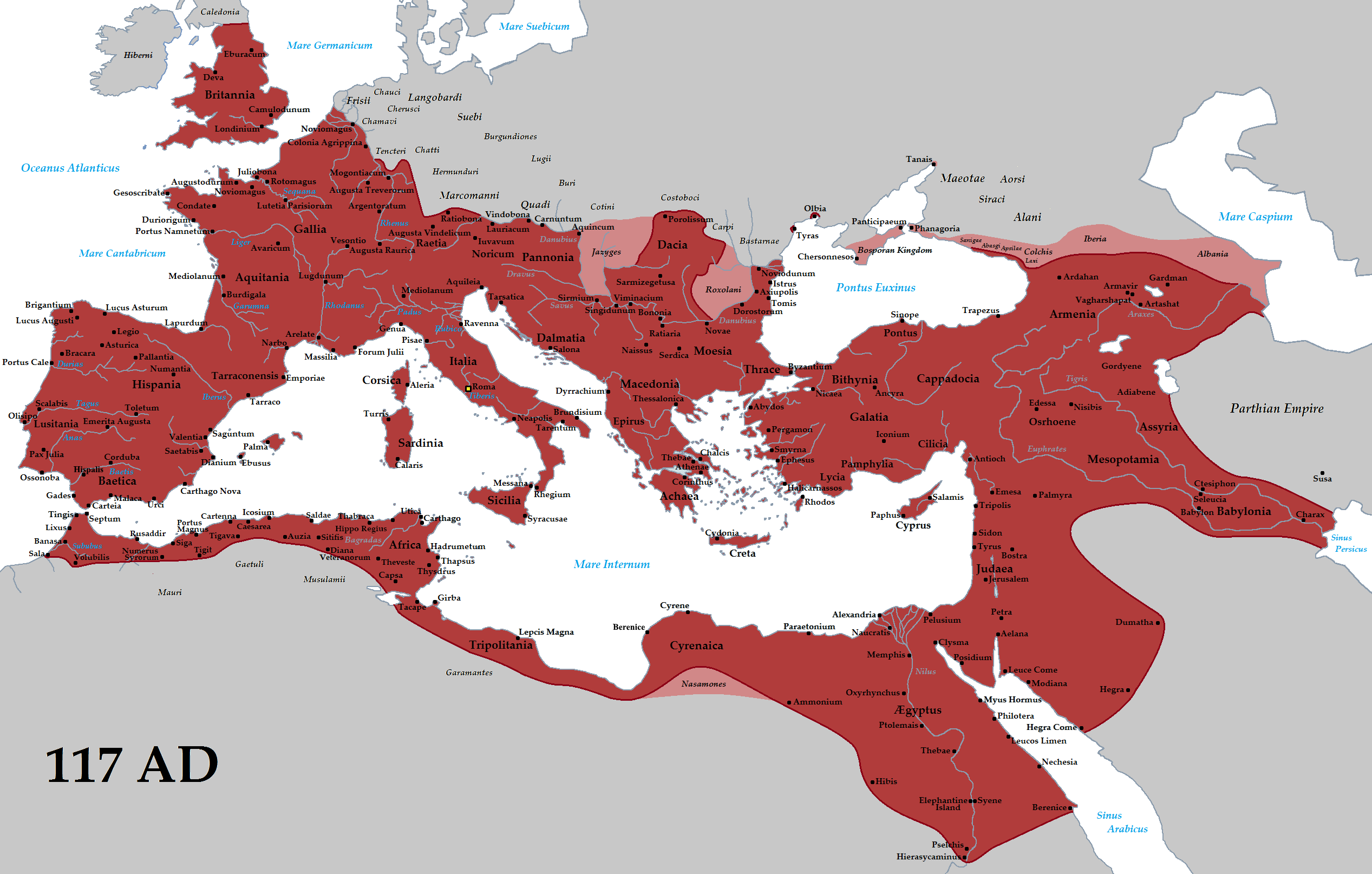
بزرگترین گستره امپراتوری روم در زمان تراژان

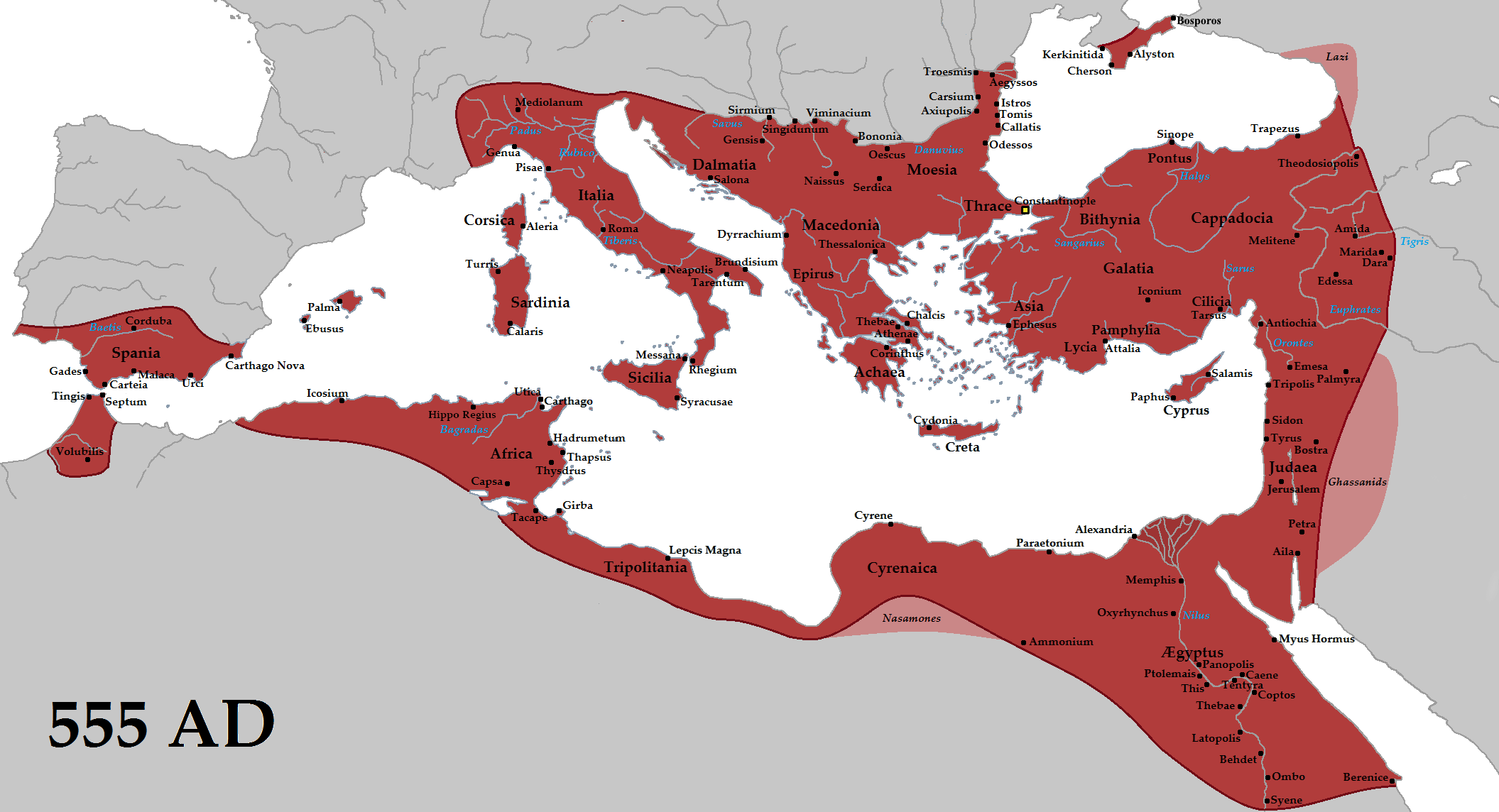
امپراتوری بیزانس یا روم شرقی در بزرگترین گستره خود

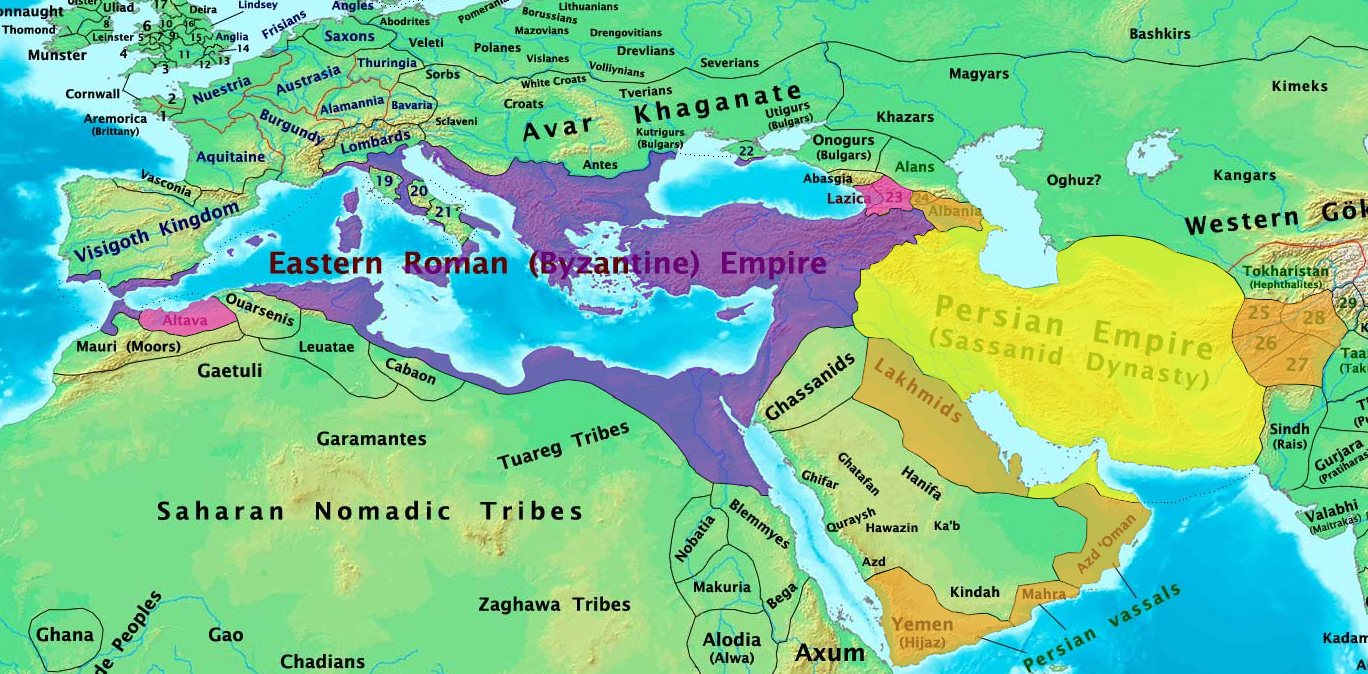
شاهنشاهی ساسانی پیش از آغاز واپسین جنگ ایران و روم. رنگ زرد قلمروی ساسانیان را نشان می‌دهد و سرزمین‌های نارنجی رنگ دست‌نشاندگان شاهنشاه ساسانی هستند.

نخستین دولت ایرانی تباری که با جمهوری روم برخورد داشت، پادشاهی پنتوس و شاهان مهردادی آن بودند. برخورد جمهوری روم با مهردادیان، منجر به جنگ‌های خونین و طولانی مهردادی شد که در نهایت راه را برای ورود رومی‌ها به آناتولی هموار ساخت. در همین دوران بود که پادشاهی کاپادوکیه — یک پادشاهی ایرانی در شمال آناتولی — نیز به دست‌نشانده رومی‌ها تبدیل شد. اما نخستین برخورد رومی‌ها با شاهنشاهی ایران، در سال ۹۶ میلادی رخ داد که سولا، کنسول روم با هورباذ، سفیر اشکانی دیدار کرد. بیست و هفت سال بعد، نخستین درگیری نظامی میان دو قدرت دوران باستان رخ داد که منجر به مجموعه جنگ‌های ایران و روم شد که تا هفت قرن بعد، آسیای غربی، اروپا، شمال آفریقا، آسیای میانه و قفقاز را تحت تأثیر خود قرار داد.